# Dylan Bundy
Pour les articles homonymes, voir Bundy.
Dylan Matthew Bundy (né le 15 novembre 1992 à Tulsa, Oklahoma, États-Unis) est un lanceur droitier des Ligues majeures de baseball jouant avec les Twins du Minnesota.

## Carrière
Alors qu'il évolue au Owasso High School d'Owasso en Oklahoma, Dylan Bundy est le choix de première ronde des Orioles de Baltimore en 2011. 
Avant la saison 2012, Baseball America classe Bundy, un lanceur partant, au 10e rang de son classement annuel des 100 meilleurs joueurs d'avenir. Cette publication lui avait décerné le titre de joueur de baseball collégial de l'année en 2011 après une saison remarquable pour Owasso High où il n'accorde que deux points mérités dans toute la saison (pour une moyenne de points mérités de 0,25) et retire sur des prises 158 frappeurs adverses en 71 manches lancées. USA Today le nomme aussi joueur de l'année.
Dylan Bundy fait le saut du niveau Double-A des ligues mineures aux ligues majeures et débute avec Baltimore le 23 septembre 2012 par une présence comme lanceur de relève contre les Red Sox de Boston.
À l'été 2013, alors qu'il joue en ligues mineures, Bundy subit une opération de type Tommy John. Il ne recommence à lancer dans les mineures qu'un an plus tard. Son retour dans les majeures ne s'effectue qu'en 2016, où il joue enfin sa première saison complète avec les Orioles.
Son frère Bobby Bundy, un lanceur de deux ans son aîné, est un choix de huitième ronde des Orioles en 2008.